# Bułka
Bułka – odmiana delikatnego pieczywa, najczęściej pszennego, żytniego lub kukurydzianego. Czasem bułka może być posypana mąką, makiem, sezamem, innymi ziarnami lub kruszonką. Może też zawierać słodkie nadzienie.

## Galeria

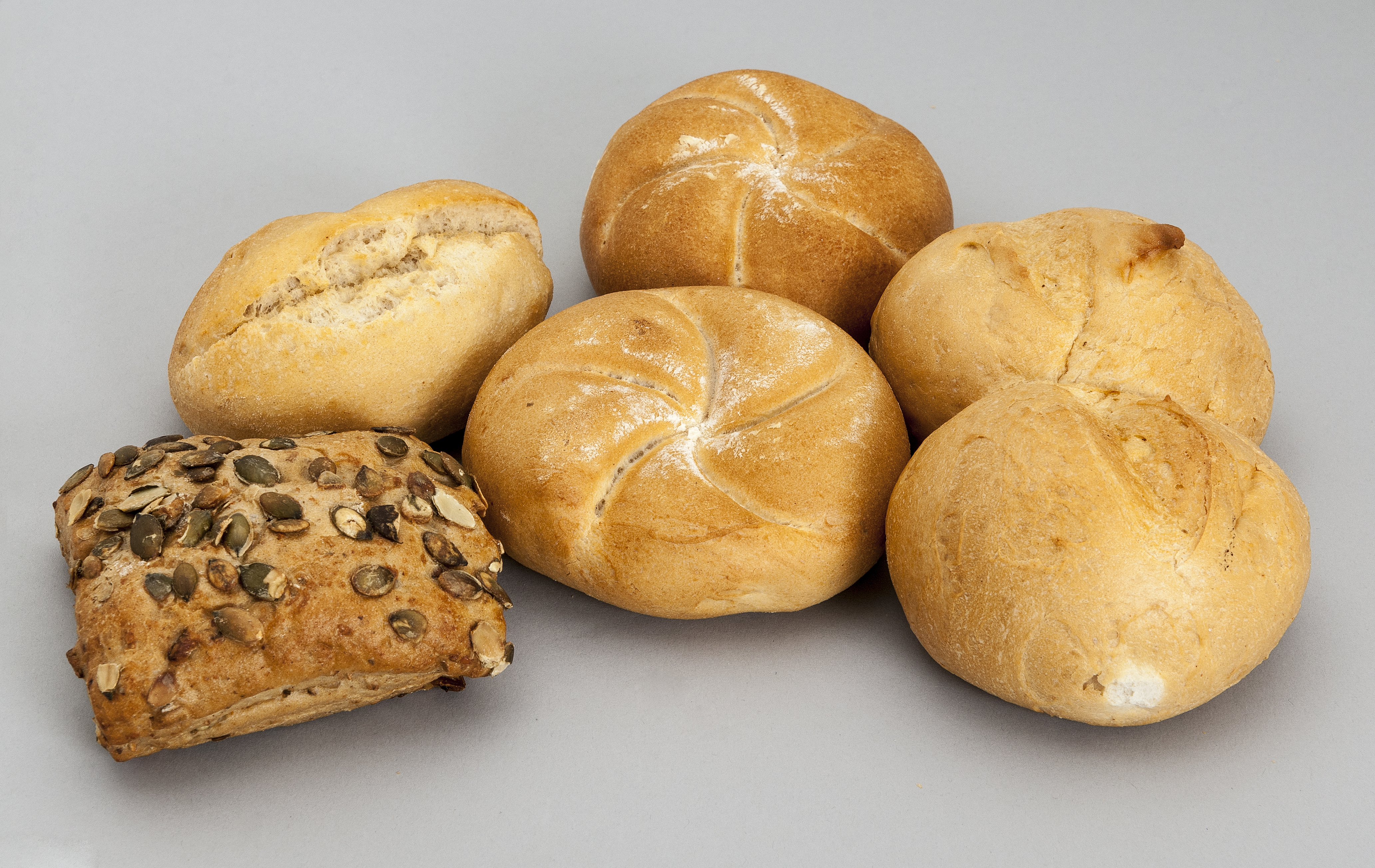
Typowe austriackie drobne pieczywa
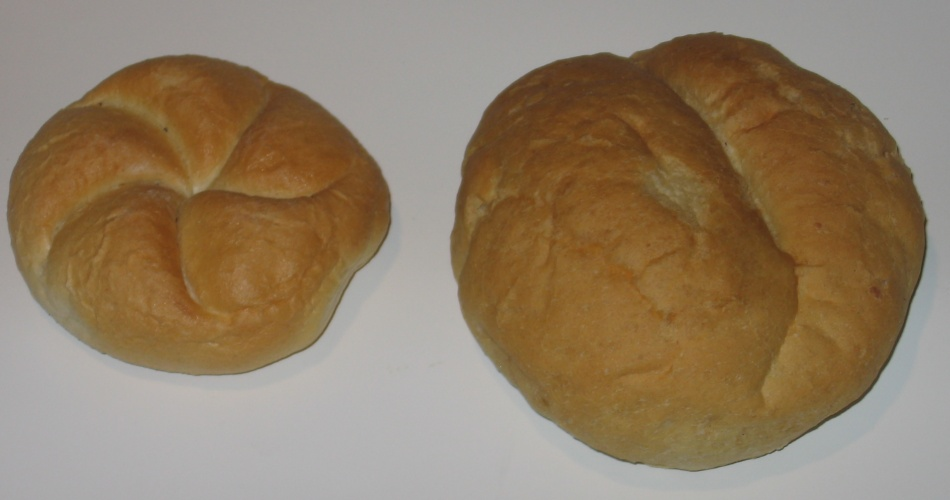
Kajzerka (50 g) i duża bułka (100 g)
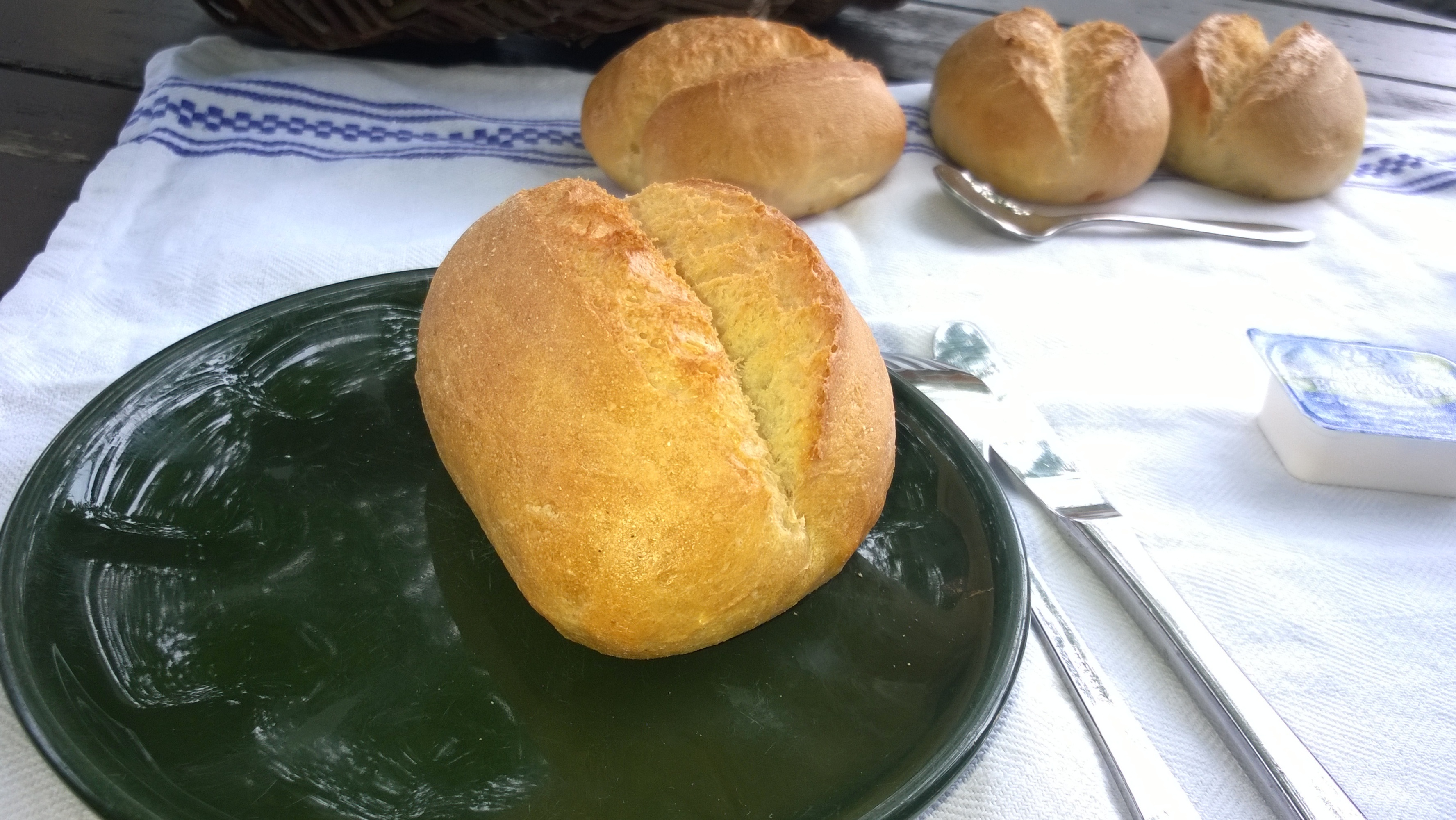
Bułka sznytka